# Пари, Жан
Жан Пари де Монмартель (фр. Jean Pâris de Monmartel; 3 августа 1690, Муранс — 10 сентября 1766, усадьба Брюнуа), маркиз де Брюнуа, граф де Шатомейан и де Сампиньи — французский финансист, придворный банкир Людовика XV. Младший из четырёх братьев Пари. На пике своего благосостояния вложил 375 000 фунтов в Общество Анголы — первую европейскую компанию работорговли, возглавляемую Антуаном Уолшем. Крёстный отец маркизы де Помпадур.

## Семья трактирщиков
Монмартель — название местности близ Муарана. Землю приобрел отец Жана, который вместе с супругой управлял семейной гостиницей. Хостел находился на дороге для конвоев с припасами для французской армии в Италии.
Жан принимал участие в делах своего отца и некоторое время служил солдатом, прежде чем присоединился к своим старшим братьям Антуану и Клоду в Париже . Таким образом, Жан пошёл по их стопам по карьерной лестнице — уже в 1704 году его брат Антуан был генералом в армии Фландрии.

## Интендант королевских войск
При Людовике XIV, Жан Пари-де-Монмартель был назначен военным комиссаром в 1709 году, и купил пост Казначея Мостов и Дорог в 1715 году.
В 1716 году был занимался управлении выплатами держателям государственных облигаций, что стало его первым предприятием в мире финансов. В 1720 году вместе со своими братьями был сослан в Версаль, откуда продолжал финансировать армию и оптовую торговлю. На вырученные средства приобрёл замок Брюнуа в 1722 году.
В 1721 году Жак становится крестным отцом Жанны-Антуанетты Пуассон (будущей мадам де Помпадур).
Считающийся самым богатым человеком королевства, после Людовика XV, Жан сделал свой замок шедевром пейзажного искусства XVIII века. На территории замка располагались парк с несколькими прудами, клумбы, статуи, протяжённый канал и водопад. Замок Брюнуа становится излюбленным местом посещения маркизы де Помпадур, Вольтера и министра Шуазёля.

## Возвращение в Версаль в 1730 году
Банкротство Джона Ло поспособствовало возвращению братьев Пари. Филипп II Орлеанский поручает им осуществление визовой операции, целью которой является восстановление финансовой стабильности во Франции, после экономического краха системы Ло, изобретённой для рефинансирования долгов Людовика XIV.
Положение братьев ещё больше упрочилось в конце 1723 года, со смертью Филиппа. Жан Пари де Монмартель приобрел в 1724 году должность стражи Королевского казначейства. Финансовая поддержка Королевства вызвала недовольство в адрес братьев Пари, не только некоторой части знати, но и со стороны представителей третьего сословия. Братья были отстранены от власти во время «дворцовой революции» 11 июня 1726 года.
Изгнание Жан Пари де Монмартель провёл в Сомюре.
Катастрофическое состояние финансов королевства вынудило кардинала Флёри, тогдашнего премьер-министра, отозвать Жана Пари в Версаль в 1730 году.

## Крестный отец маркизы де Помпадур
Жанна-Антуанетта Пуассон, маркиза де Помпадур- крестница Жана Пари де Монмартеля. Такое положение дел позволило Жану Пари постепенно осуществлять контроль над ключевыми областями политики Королевства. Министерства финансов, иностранных дел и военное министерство косвенно контролировались Жаном Пари де Монмартелем. Герцог Сен-Симон пишет в своих Воспоминаниях : «Они снова стали хозяевами финансов, и мы видим, что Суд у их ног».
Аббат Берни, министр иностранных дел, напишет в 1758 г. : «Мы зависим от Жана Пари де Монмартеля… Без этого человека наступит банкротство». Мориц Саксонский писал в 1746 году о Монмартеле и его брате Дюверни: «Это два лица, которые не любят появляться в свете, и которые, по сути, очень важны в этой стране, потому что заставляют двигаться всю машину. Они мои самые близкие друзья, самые честные люди и лучшие граждане».

## Придворный банкир и личная жизнь
Жан Пари-де-Монмартель оставался банкиром при дворе до 1759 года, а после им стал генерал Жан Жозеф Делаборд.
Жан Пари был женат трижды: 
- сначала в 1720 году на Маргарите Франсуаз Мегре (1704—1720), дочери Франсуа-Николя Мегре д’Этиньи;
- затем в 1724 году на своей племяннице Антуанетте-Жюстин Пари (умершей в 1739 году);
- в 1746 г. женился на Мари-Арманде де Бетюн, сестре маркиза Армана де Бетюн (умерла в Париже в своём особняке на 62 году жизни).